# История Калуги
Официальной датой основания Калуги считается 1371 год, хотя она имеет древнейшую историю. Издревле город был известен развитыми ремёслами и искусством иконописи. Исторически Калуга — южный форпост Москвы, на протяжении веков отражавший набеги завоевателей.

## Ранний период
По данным археологии, первые поселения на территории современной Калуги возникли ещё в V—VII тысячелетии до н. э. В ходе раскопок были обнаружены две кремнеобрабатывающие мастерские эпохи мезолита  и несколько неолитических стоянок, располагавшихся вблизи берега Оки по обеим её сторонам. На этих стоянках проживали охотники и рыболовы, представители Льяловской культуры. В районе Турынинских двориков обнаружено поселение бронзового века, принадлежавшее вытеснившим неолитических охотников скотоводам фатьяновской культуры. На берегу р. Можайки возле села Ромоданова в раннем железном веке существовало городское поселение, населённое земледельцами и скотоводами верхнеокской культуры, принадлежавших к балтской языковой общности. Это поселение продолжало существовать и в I тысячелетии н. э., когда территорию Калужского края населяли балтоязычные племена мощинской культуры. Другое укреплённое поселение этих племён находилось в IV—VII веках на Ждамировом городище. Наследием этого древнего этноса являются многочисленные названия рек и озёр края, имеющие восточно-балтское происхождение. Последним остатком балтоязычного населения Поочья было летописное племя голядь, сохранявшееся в междуречье Протвы и Нары до XII века н. э.
С VII века н. э. в бассейне Верхней Оки начали селиться славяне, ассимилировавшие местное население и образовавшие племенной союз вятичей. Вятичи занимались пашенным земледелием и скотоводством и вели активную торговлю с Месопотамией и Персией, свидетельством чего явились многочисленные клады арабских монет, найденные в регионе Верхней и Средней Оки. На территории Калужской области сохранилось множество городищ и курганных захоронений вятичей, племенная принадлежность которых определяется наличием характерных женских украшений — семилопастных височных колец. Созданная вятичами археологическая культура именуется ромено-боршевской. По мнению академика Б. А. Рыбакова, основанному на сообщениях арабских географов, вятичи имели развитую социально-политическую организацию, глава которой именовался «князем князей» или «светлым князем». Князь обладал военной и судебной властью и ежегодно объезжал свои владения полюдьем. Его столицей арабские источники называют город Хордаб, который историки отождествляют со славянским городом Корьдно, упомянутым в Поучении Владимира Мономаха. Вятичи долго боролись за независимость от Киевской Руси и упорно держались за свою языческую религию, сопротивляясь попыткам христианизации; одной из жертв этого противостояния стал убитый язычниками-вятичами Киево-Печерский монах Кукша. Окончательное покорение вятичей произошло только в конце XI века после военных походов Владимира Мономаха. С XII века н. э. регион Верхней Оки входил в состав Черниговского княжества.

## Калужские городища
На территории современной Калуги находится три средневековых городища: одно — в устье реки Калужки, при её впадении в Оку, другое — выше по течению Калужки, в окрестностях села Ждамирова, и третье, известное как Симеоново городище, — на берегу реки Яченки. Старейший историк Калуги, академик В. Ф. Зуев, живший в XVIII веке, записал предание, согласно которому Калуга трижды переносилась на новое место, причём первым местом он считал городище в устье Калужки, вторым — Ждамирово городище, и третьим — городище на Яченке:

Название своё он получил от речки Калужки, где и стоял прежде, то есть в устье её, где ныне явленный образ находится… После того перенесен был на гору, от воды далеко, и от Оки версты за четыре, с сего же места перенесен ближе к Яченке.
— Пухов В. А. «История города Калуги»
Первые раскопки на городище в устье Калужки были проведены в конце XIX века археологом И. Д. Четыркиным, который обнаружил на нём следы пожарища и остатки гончарной посуды. Последующие раскопки показали, что на месте городища в устье реки Калужки в XI—XV веках был город, что подтверждается находками древнерусских и позднесредневековых гончарных изделий.
Городище в окрестностях села Ждамирова не менее древнее. На его месте ещё в IV—VII веках существовало поселение мощинской культуры, а с XII до конца XIV, начала XV веков — древнерусское укрепленное поселение. По мнению Т. Н. Никольской, это был феодальный замок
Симеоново городище на Яченке датируется по данным археологии XIV—XVI веком. Эта крепость могла быть заложена уже московским князем Симеоном Гордым, правившим с 1340 по 1353 г., хотя большинство историков связывает название городища с калужским князем Семёном Ивановичем, правившим в XVI веке.
Археологические исследования на месте городской крепости в Парке культуры и отдыха показали полное отсутствие каких-либо находок ранее XVI века. Из этого археологами было сделано предположение, что древнейшая Калуга возникла на берегу реки Калужки, в XIV веке была перенесена на берег реки Яченки, и только в XVI веке, — на берег Березуйского ручья, где ныне находится исторический центр города.

## Первые упоминания
Вскоре после татаро-монгольского нашествия XIII века Черниговское княжество распалось на множество уделов, получивших название Верховских княжеств. От Черниговского княжества отделились Карачевское, Новосильское и Тарусское, а от них — Козельское, Мосальское, Мезецкое, Воротынское, Перемышльское, Белёвское, Одоевское, Мценское, Звенигородское, Болховское, Оболенское, Волконское, Мышецкое, Конинское и ряд других. В XIII—XIV веках район современной Калуги входил в состав какого-то из Верховских княжеств, возможно, Новосильского или Тарусского, а с середины 14 в. стал объектом борьбы московских и литовских князей.
Усиление Московского княжества и Великого княжества Литовского происходило одновременно, а граница между их владениями с конца XIV века проходила по р. Угре. Распространение власти Москвы на регион между Окой и Угрой начиналось постепенно. Ещё в первой половине 14 в. московским митрополитом Петром был куплен у тарусских князей город Алексин, а затем боярин Александр Пересвет приобрёл у них земли к западу от Алексина, названные «Пересветовой куплей».
В 1352 году московский князь Симеон Гордый во время военного похода против смолян дошёл до берегов Угры. Во второй половине 14 в. московские князья выменяли у рязанского князя район верхней Протвы, на которой были построены города Верея, Боровск, Вышгород и Лужа (Малоярославец), а в 1371 году боярин Фёдор Андреевич Свибло «вытягал» у Смоленских князей города Медынь и Тов.
Таким образом, границы Московского княжества подошли вплотную к территории современной Калуги. По мнению историка В. Н. Темушева, волость Колуга, занимавшая пространство вокруг р. Калужки, была приобретена московскими князьями у тарусских или новосильских князей.
Однако великие князья литовские полагали, что Калуга была отнята Москвой у них. С этим связано первое упоминание Калуги, которое содержится в письме литовского князя Ольгерда константинопольскому патриарху Филофею (1371 год). Письмо написано на греческом языке; в нём Ольгерд сообщает, что московитяне с благословения митрополита Алексея отобрали у него ряд пограничных городов, в числе которых он называет и Колугу (в греческом оригинале: «τήν Κολούγάν», где «τήν» — артикль винительного падежа единственного числа женского рода, а «ν» — окончание того же падежа, числа и рода):

От царя литовского Ольгерда к патриарху поклон. Прислал ты ко мне грамоту с [человеком] моим Феодором, что митрополит [Алексий] жалуется тебе на меня, говорит так: «царь Ольгерд напал на нас». Не я начал нападать, они сперва начали нападать, и крестного целования, что имели ко мне, не сложили и клятвенных грамот ко мне не отослали. Нападали на меня девять раз, и шурина моего князя Михаил [тверского] клятвенно зазвали к себе, и митрополит снял с него страх, чтобы ему прийти и уйти по своей воле, но его схватили. И зятя моего нижегородского князя Бориса схватили и княжество у него отняли; напали на зятя моего, новосильского князя Ивана и на его княжество, схватили его мать и отняли мою дочь, не сложив клятвы, которую имели к ним. Против своего крестного целования, взяли у меня города: Ржеву, Сишку, Гудин, Осечен, Горышено, Рясну, Луки, Кличень, Вселук, Волго, Козлово, Липицу, Тесов, Хлепен, Фомин городок, Березуеск, Калугу, Мценеск. А то все города, и все их взяли, и крестного целования не сложили, ни клятвенных грамот не отослали. И мы, не стерпя всего того, напали на них самих, а если не исправятся ко мне, то и теперь не буду терпеть их…— Грамота литовского князя Ольгерда к патриарху Филофею, с жалобами на митрополита Алексия... (1371 год)
В 1372 г. Ольгерд в союзе с тверским князем двинулся в поход на Москву. Войска втретились под городом Любутском, стоявшем на противоположном от Калуги берегу Оки. После того, как московитяне разбили сторожевой отряд литовцев, Ольгерд не решился форсировать Оку и заключил с Дмитрием мирное соглашение. Таким образом, спорные территории по левому берегу Оки остались во владении Московского князя. Следующее по времени упоминание Калуги содержится уже в духовной грамоте Дмитрия Донского (1389 год), в котором он завещает города Колугу и Рощу своему сыну Андрею.

А се даю сыну своему, князю Аньдрею, Можаеск со всеми волостми, и с тамгою, и с мыты, и с бортью, и с селы, и со всеми пошлинами, и с отьездными волостми. А волости Можаиские: Исмея, Числов, Боянь, Берестов, Поротва, Колоча, Тушков, Вышнее, Глиньское, Пневичи с Загорьем, Болонеск. А Коржань да Моишин холм придал есмь к Можаиску. А се волости отъездные: Верея, Рудь, Гордошевичи, Гремичи, Заберега, Сушов, да село Репиньское, да Ивановское Васильевича в Гремичах. А Колуга и Роща сыну же моему, князю Андрею. И чтo вытягал боярин мой Федор Андреевич на обчем рете Тов и Медынь у смолнян, а то сыну же моему, князю Андрею. А из Московских сел ему: Напрудьское село да Луциньское на Яузе с мелницею, Деуниньское, Хвостовьское в Перемышле, да луг Боровский, а другии противу Воскресенья. А из Юрьевских сел ему Олексиньское село на Пекше.— Духовная грамота (вторая) великого князя Дмитрия Ивановича (1389 г.)
С этого времени Калуга неизменно упоминается в источниках как владение московских князей и их наследников. Литовские же князья полагали, что Калуга была отнята у них Москвой и долго не желали мириться с этим. Так, ещё в 1578 г. король польский и великий князь литовский Стефан Баторий (венг. Báthory István, пол. Stefan Batory) требовал от Москвы возвращения Калуги как исконного владения Речи Посполитой.

## XV век
После смерти Дмитрия Донского город перешёл к его сыну Андрею Дмитриевичу Можайскому, а после смерти последнего к его сыновьям Ивану и Михаилу. Этот период отмечен сильным влиянием Можайска на культуру Калуги, что сказалось, в частности, в особом почитании здесь св. Николы Можайского. В 1445 году Калуга была осаждена семитысячным литовским войском, однака осада была снята после выплаты горожанами откупа. В правление Василия Тёмного в 1454 г. Можайское княжество было упразднено, и Калуга вновь перешла во владение Москвы. В своей духовной грамоте Василий Тёмный завещал Боровск, Суходровль и Калугу с Алексином своему сыну Ивану, а Можайск с Медынью — сыну Юрию. В правление Ивана III город находился в непосредственном подчинении Московского князя, который, по сообщению Сигизмунда Герберштейна, держал в нём регулярное войско против набегов татар. Развитие города в этот период связано с его стратегическим положением пограничной крепости на рубежах Московского государства.
В 1480 г. в непосредственной близости от Калуги развернулись события Стояния на Угре. Недовольный прекращением выплаты московской дани, хан Большой Орды Ахмат предпринял грандиозный поход на Русское государство. Не решившись форсировать Оку под Коломной, хан решил сделать обходной манёвр и вторгнуться в Московское государство с литовской территории, через реку Угру, на которой было множество мелей и бродов. Узнав об этом, Иван III направил своего сына Ивана Молодого и брата Андрея Меньшого к Калуге, поручив защищать берега Угры от татарского вторжения. В октябре татарские войска расположились на правом, а русские — на левом берегу Угры. Оборонительная линия русских войск, протянувшаяся от Калуги до Опакова, составила около 60 вёрст. Ставка Ивана III располагалась в Кременце на р. Луже, а ставка Ивана Молодого и Андрея Меньшого — в с. Дворцы, близ монастыря Тихонова пустынь. Войска Ахмата предприняли несколько попыток перейти через Угру, но каждый раз были отбиваемы московской конницей и пехотой, имевшей на вооружении огнестрельное оружие. В ноябре, с наступлением холодов, Ахмат отступил от московских границ, и Иван III отвёл свои войска к Боровску. Эти события положили конец татаро-монгольскому игу над Русью.

## XVI век
В начале XVI века Калуга становится столицей удельного княжества, первым и последним правителем которого был Семён Иванович Калужский. В своём завещании Иван III поделил свои владения между пятью сыновьями. Москва, титул великого князя и основные земли достались старшему сыну Василию III, а младшие сыновья получили во владение небольшие уделы. Четвёртому сыну Семёну, родившемуся в 1487 г., достались: Калуга, Бежецкий Верх и Козельск с волостями:

Да благословляю сына своего Семена, даю ему город Бежытцкой Верх с волостми, и с путми, и с селы, и со всеми пошлинами, город Колугу с волостми, и с путми, и с селы, и со всеми пошлинами. Да сыну же своему Семену даю город Козелеск с волостми, и с селы, а волости Козелские: Серенеск, да Людимеск, да Коробки, и Вырки, на Вырке на реке волости Сенища, да Сытичи, да Выино, и с ыными месты, да Липици, да Взбынов, да Верх-Серена, да Луган, да Местилово, да Къцын, да Хвостовичи, да Порыски, да Борятин, да Орень, да Хостьци, да Жеремин, да Сныхово, да Ивановское Бабина село Незнаново, и с ыными месты, со всем с тем, что к тем волостем и селом потягло.— Духовная грамота великого князя Ивана III Васильевича (1504 г.)
Столицей своего княжества Семён Иванович избрал Калугу, а его княжеский дворец, по преданию, располагался на берегу р. Яченки, где теперь находится Семёново городище. В 1511 г., недовольный единовластием Василия III, Семён Иванович хотел бежать в Литву, однако о его замысле стало известно великому князю. Князь был вызван в Москву и в присутствии митрополита просил Василия III о помиловании. Государь простил младшего брата, однако для надёжности переменил у него всех бояр и детей боярских.
В мае 1512 г. Калужское княжество подверглось нападению Крымского хана Менгли-Гирея, сыновья которого Ахмат-Гирей и Бурнаш-Гирей опустошили окрестности Белёва, Алексина, Воротынска и вплотную подступили к Калуге. Семён Иванович возглавил оборону города против агарян (крымских татар). Не дожидаясь осады крепостных стен, князь вышел с судовой ратью на реку Оку и лично сражался с татарами с боевого судна.
Летописи Калужского Лаврентьева монастыря повествуют о вмешательстве в ход битвы святого Лаврентия Калужского, именем которого назван монастырь, юродивого, который с секирой в руках вдохновлял горожан на победу. В память об этом подвиге св. Лаврентий изображается на иконах с древним оружием.

В лето 1512 нападоша на град [Калугу] агаряне [крымские татары], противу которых вышел он [князь Симеон] с своими гражданы. Праведный Лаврентий, в дому его бывши, внезапу возопи гласом велиим: «Дайте мне мою секиру острую, нападоша псы на князя Симеона, да обороню от псов его!». И взем, отъиде (взявши, отошел). Князю же Симеону, в то время бившуся с агаряны с насада (речное судно) на Оке. Агаряном же, во множестве обступившим князя, внезапу обретеся на насаде праведный Лаврентий, укрепляя его и все воинство ободрив, рекши: «Не бойтеся!». И в тот час победи князь и прогна их. А праведный Лаврентий обретеся паки (опять) в дому княжеском, аки юродствуя и говоря: «Оборонил от псов князя Симеона». Князь, возвратився от брани, поведа (рассказал) бывшее, како явися праведный, и его укреплением и помощию победил врагов, нашедших на град Калугу.— Из старинной монастырской записки, хранившейяся в Калужском Свято-Лаврентьевом монастыре
В 1514 г. Семён Иванович вместе с Василием III и братом Юрием участвовал во взятии Смоленска, отвоёванного у Литвы.
В июне 1518 г., вернувшись вместе с Василием III с охоты под Волоколамском в Москву, калужский князь скоропостижно умирает. На момент смерти ему был всего 31 год. Некоторые историки (напр. А. Зимин) полагают, что князь был отравлен по приказу великого князя. Похоронен в усыпальнице Архангельского собора Московского кремля. После смерти Семёна Ивановича Калужское княжество, просуществовавшее 11 лет, было упразднено и Калуга вновь перешла во владение Москвы.
В XVI веке Калужский кремль был перенесён с Семёнова городища на новое место — берег Оки между реками Березуйкой и Городенкой, где теперь находится парк культуры и отдыха. Крепость была деревянной и полностью выгорела во время пожара 1622 г. В XVI же веке на северо-западной окраине города была построена крепость Калужского Лаврентьева монастыря. Монастырь стоял на берегу р. Яченки и закрывал подступы к городу со стороны Боровской дороги. Позднее, во времена Смутного времени, он не раз выдерживал вражеские осады.
В начале XVI века через Калугу проходила линия обороны южных границ Русского государства: по берегу Оки — от города Болохова через Белёв до Калуги и далее через Серпухов и Коломну до Переяславля-Рязанского. В исторических документах этот рубеж именовался «Берег». Калуга, как сторожевая застава и город-крепость, построенный на Оке, невдалеке от впадения в неё реки Угры, была форпостом Русского государства, преградой от набегов иноземцев с юга и запада.
В 1576 году в город прибыл царь Иван Грозный, чтобы лично руководить боевыми действиями против крымского хана Девлет-Гирея. В 1584 калужский воевода Михаил Безнин-Нащокин наголову разбил войско крымских татар в битве на Выссе.
В XVI же веке Калуга становится торговым городом, который славится развитыми ремёслами и искусством иконописи.
В 1599 году Калуга была пожалована Борисом Годуновым принцу Густаву Шведскому, прибывшему в Россию, чтобы просить руки Ксении Годуновой, однако после краха брачных планов была отнята у него 1600 году.

## XVII век
С 1601 по 1603 годы Калуга пережила Великий голод, охвативший большую часть европейской территории Русского царства во время правления Бориса Годунова. Значительная часть населения устремилась в малонаселённые южные и восточные регионы страны — низовья Дона, Волги, Яика и в Сибирь.

### Во времена смуты
Калуга сыграла видную роль в событиях Смутного времени. Военный характер города накладывал отпечаток на его жителей, которые были мало склонны к гражданскому порядку и спокойной жизни, поэтому уже с появлением первого самозванца Калуга в числе первых городов встала на его сторону.
После гибели Лжедмитрия I, в 1606 г., город радушно принял в свои стены отряды Ивана Болотникова, который привёл с собой более 10 тыс. повстанцев. Его поддерживали терские казаки и новый самозванец — царевич Лже-Пётр. Болотников укрепил город и несколько раз успешно отражал наступления московских воевод; зимой 1606—1607 гг. Калуга под его руководством выдержала четырёхмесячную осаду.
После того, как московские отряды были разбиты союзником Болотникова князем Андреем Телятевским в битве на Пчельне, осада Калуги проовалилась, а войска Болотникова пополнились 15 тыс. перебежчиков, что дало повстанцам возможность занять Тулу. Уходя, Болотников оставил в Калуге атамана Скотницкого, который столь же успешно отражал войска Шуйского. По сообщению Конрада Буссова, Скотницкий был шотландцем, настоящая фамилия которого была Альберт Вандтман; впоследствии он был убит по приказу второго самозванца.
В 1608 году, с появлением Лжедмитрия II, Калуга одним из первых городов признала его своим государем и в дальнейшем служила ему верой и правдой. Для сторонников самозванца, обосновавшихся в Тушинском лагере, Калуга была надёжным тылом, куда они отправляли для безопасности своих жён и детей. Поэтому в 1609 г., поссорившись со своими союзниками-поляками, Лжедмитрий принял решение бежать в Калугу. 29 декабря 1609 года «тушинский царь» прибыл в город и остановился в Лаврентьевом монастыре, откуда с монахами направил в город послание, содержащее призывы бороться против поляков:

Скоро сведали, где Лжедимитрий: он уехал в Калугу; стал близ города в монастыре и велел Инокам объявить её жителям, что Король Сигизмунд требовал от него земли Северской, желая обратить её в Латинство, но получив отказ, склонил Гетмана и все Тушинское войско к измене; что его (Самозванца) хотели схватить или умертвить; что он удалился к ним, достойным гражданам знаменитой Калуги, надеясь с ними и с другими верными ему городами изгнать Шуйского из Москвы и Ляхов из России или погибнуть славно за целость государства и за святость Веры. Дух буйности жил в Калуге, где оставались ещё многие из сподвижников Атамана Болотникова: они с усердием встретили злодея как Государя законного, ввели в лучший дом, наделили всем нужным, богатыми одеждами, конями… — Карамзин Н. М. 
Такое послание пришлось по сердцу мятежным калужанам: они встретили «Тушинского самозванца» хлебом-солью и проводили в город, снабдив конями, одеждами и съестными припасами. В январе в Калугу прибыла и «жена» самозванца Марина Мнишек. Лжедмитрий окружил себя царской пышностью и учредил новый двор, а Калуга под его руководством фактически превратилась во вторую столицу государства. Его власть признавало значительное число русских областей и городов. В Калуге был создан альтернативный московскому государственный режим с царём, боярской думой, государевым двором и воеводским управлением на местах. Ближайшими соратниками «тушинского царя» были казацкий атаман Иван Заруцкий и князь Дмитрий Трубецкой.
Тем не менее созданный Лжедмитрием II политический режим просуществовал недолго. Самозванца погубил развязанный им террор, который современники сравнивали с опричниной Ивана Грозного. Людей, заподозренных в измене, предавали пыткам и казнили, не считаясь с их знатностью. Одной из жертв этого террора пал касимовский хан Ураз-Мухаммед, уговаривавший своего сына оставить службу у самозванца. Лжедмитрий приказал убить старика, а его тело бросить в воду, татарам же, находившимся у него на службе, сообщил, что хан куда-то бежал. Друг убитого, крещёный татарин Пётр Урусов, упрекнул царя этим убийством, за что был брошен в тюрьму и бит кнутом. Выйдя из тюрьмы, Урусов решил отомстить обидчику. 11 декабря 1610 г. Лжедмитрий, в сопровождении русских и татар, выехал на поле на р. Яченке на охоту. Едва он отъехал от города, князь Урусов, поравнявшись с ним, прострелил его насквозь и отрубил ему голову, промолвив при этом: «Я научу тебя топить ханов и сажать в темницу князей, которые служили тебе верно, негодный обманщик», — после чего бежал в степи. Некоторые историки полагают, что убийство было организовано поляками. Калужане, узнав о гибели своего «царя», были сильно огорчены и устроили татарский погром. Самозванца похоронили с большими почестями в Троицком соборе калужской крепости. Власть в городе перешла в руки Заруцкого и Трубецкого.
В декабре 1610 года (по другим источникам — в январе 1611 года) в Калуге родился сын Лжедмитрия II и Марины Мнишек Иван Дмитриевич, прозванный «Ворёнком», который впоследствии фигурировал в качестве претендента на царский престол. После смерти самозванца Заруцкий и Трубецкой вместе с П. П. Ляпуновым возглавили Первое народное ополчение и в 1611 г. освободили от поляков большую часть Москвы. Однако затем их пути разошлись: после убийства Ляпунова Трубецкой примкнул ко Второму народному ополчению К. Минина и Д. Пожарского, а Заруцкий вместе с Мариной Мнишек продолжил борьбу за власть. После прихода к власти Романовых, в 1614 г., Заруцкий и Марина были схвачены и привезены в Москву; Заруцкий был посажен на кол, Марина брошена в тюрьму, а её трёхлетний сын повешен.
В 1611 году Калуга была захвачена польскими интервентами и находилась в тылу захватчиков. Только в 1612 году город был освобождён, но ещё в течение нескольких лет находился в центре боевых действий. В окрестностях Калуги действовал отряд польского полковника Лисовского численностью около двух тысяч человек.
В 1615-1616 годах город вновь подвергся нападению войск крымских татар, которое причинило Калуге большой урон. В 1617 году город был осаждён отрядами польского королевича Владислава IV. Успешную оборону города возглавлял князь Пожарский. В 1618 году Калугу разорили запорожские казаки и войска гетмана Сагайдачного, которым удалось занять и сжечь острог, осадив гарнизон в кремле. Когда в 1619 году было заключено перемирие между Москвой и Варшавой, русско-польская граница стала проходить неподалёку от Калуги. На некоторое время город вновь получил приграничный статус. В результате неоднократных нашествий неприятелей во втором десятилетии XVII века погибла большая часть населения города. В запустении оказались также окружавшие город сёла и деревни. В 1620 году царь Михаил Фёдорович даже освободил Калугу от уплаты податей на 3 года. Спустя два года в 1622 году в Калуге произошёл сильный пожар, после которого налоговые льготы для города царь продлил на тот же срок.
В 1626 году писцом В. Плещеевым произведена опись Калуги, которая содержит сведения о топографии и состоянии города. В середине XVII в. в городе был выстроен новый деревянный кремль, сменивший сгоревшую в 1622 г. крепость. Одним из его создателей был инженер и печатник А. М. Радишевский, который считается основателем рода Радищевых. Кремль имел четырёхгранную форму; высота его стен составляла 8,5 м, протяжённость — 1,5 км. Башни были высотой от 10 до 15 м, самыми высокими были угловые и три проезжие башни; над всеми возвышалась дозорная Ильинская башня, рядом с которой на стене под шатром висел вестовой колокол. Ворота в Водяной башне выводили к Оке. В крепости находились Троицкий собор, построенный ещё в XVI в., две церкви, дом воеводы, дворы соборного причта, приказная изба, кладовая для казённых запасов, осадные дворы служилых и посадских людей и другие строения. В 1687 г. на месте деревянного Троицкого собора был возведён каменный храм. Всего в городе было 27 церквей, из которых три были каменными. Деревянная застройка тянулась вдоль берега Оки по обе стороны кремля. Посетивший Калугу в 1654 г. сирийский путешественник Павел Алеппский писал:

Что касается города, то он весьма велик, больше Путивля, и также расположен на краю горы. В нём тридцать благолепных, прекрасных церквей; их колокольни, лёгкие, изящные, приподняты как минареты; купола и кресты красивы. Вблизи церквей два величественных монастыря: один для монахов, другой для монахинь… В этой Калуге стоит множество судов, на коих перевозят продукты в Москву; все они покрыты широкою древесною корой, которая лучше деревянных досок. Так же покрыли и наши суда для совершенной защиты от дождя, а пол устлали (коврами)… Издали мы любовались на Калугу, которая обширна и величественна.— Павел Алеппский. Путешествие антиохийского патриарха Макария в Россию
На исходе Смоленской войны к Калуге 15 мая 1634 года подошёл литовский отряд и попытаться ворваться в город, но гарнизон отбил нападение.
Деревянный калужский кремль, утративший своё значение после присоединения Украины к России в 1654 году, сгорел в 1700-м году.
Во второй половине XVII века в Калуге начало развиваться производство металла. В городе появились одни из первых чугунолитейных заводов в России. Во время церковной реформы Калуга и расположенный неподалёку Боровск стали одними из центров раскола в православии.
В 1685 году воевода и писарь Иван Полуехтов сделал очередную опись храмов и состояния города.

## XVIII век
В XVIII веке Калуга становится губернским центром. Губернии были введены административной реформой Петра I в 1708 г. Первоначально их было всего восемь, и территория нынешнего Калужского края была поделена между Московской и Смоленской губерниями.
Калуга и города к северу от Оки — Медынь, Таруса, Малоярославец, Боровск — вошли в состав Московской губернии, города же, лежащие к югу от Оки — Серпейск, Мосальск, Мещовск, Козельск, Лихвин, Перемышль, Воротынск — в состав Смоленской губернии.
Новой реформой 1719 г. губернии были поделены на более мелкие административно-территориальные единицы — провинции, возглавлявшиеся воеводами. Калуга стала центром Калужской провинции, в состав которой вошли города Калуга, Воротынск, Козельск, Лихвин, Медынь, Мещовск, Мосальск, Одоев, Перемышль и Серпейск (города Таруса, Оболенск, Боровск и Малоярославец вошли в состав Московской провинции). Первым калужским провинциальным воеводой был назначен стольник Д. Бестужев. В 1720 г. в Калужской провинции насчитывалось 19 тыс. дворов и 158 тыс. душ мужского пола.
При Петре I в Калуге была открыта школа «для обучения дьячих и подьяческих детей и прочих чинов цыфири и геометрии». В 1720 г. по указу императора в окрестностях Калуги, на р. Суходрев, для делания парусных полотен купцом Т. Филатовым был выстроен Полотняный завод. В 1702 г. промышленником Н. Демидовым на р. Дугне был основан Дугненский чугунолитейный завод, который в 1717 г. достался его сыну Н. Демидову-младшему. В 1726 г. Н. Демидов-младший основал Брынский железоделательный завод на р. Брынь, а в 1739 г. купил на правобережье Оки Ромодановскую волость с 28 сёлами и деревнями и выстроил железоделательный завод на р. Вырка, в 7 верстах от Калуги. В 1741 и 1752 гг. на Выровском заводе вспыхивали восстания крепостных крестьян.
В 1723 — 1737 годах Калуга обезлюдела в связи с голодом. Практически дотла город сгорал в 1742, 1754, 1756, 1760 и 1761 годах.
В 1748 г. на чердаке дома помещика В. Хитрово в с. Тинькове была найдена («обретена») икона Божьей Матери, получившая название Калужской. На иконе была изображена Богородица в тёмном одеянии с раскрытой книгой в руке. Помещик передал икону в храм Рождества Пресвятой Богородицы в с. Калужка, где она, по легенде, стала совершать различные чудеса. С этого времени Калужская икона Божией Матери почитается Русской православной церковью в качестве чудотворной. Калужане обращались за её заступничеством в тяжёлые времена, во время эпидемий и стихийных бедствий.
В 1771 году Калугу настигла эпидемия чумы, во избавление от которой ежегодно 2 сентября устраивался крестный ход с иконой Калужской Божьей Матери.

В 1771 году Богоматерь через Свою св. икону проявила благодатную силу в спасении целого города Калуги от моровой язвы. Устрашенные эпидемией жители Калуги попросили архимандрита Лаврентьева монастыря Никодима принести из села Калужки чудотворную икону Божией Матери и в крестном ходе обойти с ней улицы города. Просьба их была исполнена, и губительная язва заступлением Богоматери прекратилась. В воспоминание этого чудесного избавления и установлено празднование Калужской иконе 2 сентября. В этот день ежегодно устраивается крестный ход по городу с иконой Калужской Богоматери.
15 декабря 1775 года, Калугу посетила императрица Екатерина II. Императрица прибыла в сопровождении митрополита Платона и блестящей свиты. К её приезду в городе местным купечеством были выстроены Триумфальные ворота (разобраны в 1935 г.). Екатерина пробыла в городе один день, после чего посетила Полотняный завод и 17 декабря отбыла в Москву. В память об этом визите были выбиты две медали, на одной из которых царица изображена в калужском наряде.
В 1775 году в результате губернской реформы Екатерины II провинции были преобразованы в губернии, или наместничества, которые делились на уезды. В 1776 г. Калуга стала центром Калужского наместничества, в которое вошли уезды: Калужский, Мосальский, Мещовский, Перемышльский, Серпейский, Козельский, Лихвинский, Одоевский, Боровский, Малоярославецкий, Медынский и Тарусский. Воротынск лишился статуса уездного города. В 1777 г. в составе Калужского наместничества был создан новый Жиздринский уезд.
Первым калужским наместником стал генерал-поручик Михаил Кречетников. Одновременно ему было подчинено Тульское наместничество, а в 1778 г., с учреждением Рязанского наместничества, Кречетников стал во главе всех трёх территорий в качестве генерал-губернатора. Своей резиденцией генерал-губернатор избрал Калугу. В городе в это время проживало 17 тыс. жителей, а всего в Калужском наместничестве — 733 тыс. жителей обоего пола.
В 1777 году, 19 января, открывает свой первый театральный сезон Калужский драматический театр, созданный при непосредственном участии М. Н. Кречетникова.
В годы наместничества Кречетникова, продолжавшегося до 1790 г., в Калуге развернулось широкомасштабное строительство. Градостроительная реформа Екатерины II предполагала переустройство российских губернских и уездных городов на основании регулярных планов. Для создания регулярного плана Калуги Кречетниковым был приглашён знакомый ему по Твери архитектор П. Р. Никитин. Составленный Никитиным план был утверждён в 1778 г. Согласно новому плану, направление многих улиц было изменено, они стали широкими и прямыми; были проложены новые улицы, в частности, Садовая (ныне ул. Кирова), ставшая главной улицей города. По проектам Никитина были построены ансамбль Присутственных мест и знаменитый Каменный мост через Березуйский овраг. На мосту располагалось 28 каменных торговых лавок; он давал начало новой улице (ныне ул. Пушкина).
В 1784 году, в год смерти Никитина, началось строительство Калужского Гостиного двора (закончен в 1823 г.); имя его архитектора неизвестно.
В 1785 г., под руководством преемника Никитина, архитектора И. Д. Ясныгина, началось строительство нового здания Троицкого кафедрального собора, с первым в России куполом 17-метрового диаметра. Строительство было закончено в 1811 г., а отделка завершена в 1819 г. Генерал-губернатор Кречетников был меценатом, покровителем наук и искусств; при нём в Калуге были открыты первый драматический театр, несколько училищ, типография, библиотека и духовная семинария. В годы правления Кречетникова Калуга стала одним из самых благоустроенных городов России.
К концу XVIII века в Калуге действовало 120 небольших предприятий, среди которых 11 кирпичных, 10 изразцовых и 3 парусных. Город славился также художественными промыслами из дерева, вышивками и кружевами.
Развитие города в XVII—XVIII веках было связано с его ролью крупного торгового центра на р. Оке. Калужские купцы торговали хлебом, пенькой, конопляным маслом, мёдом и воском, которые привозились по Оке в стругах из Мценска и Орла и сухопутным путём из Калужской и других губерний. Другим важным предметом торговли была рыба, которую привозили в Калугу из разных городов и продавали в других местах. Торговля велась как с Москвой, Петербургом и иными российскими городами, так и с заграницей; калужские купцы ездили в Данциг, Берлин, Лейпциг, торгуя там мерлушками, юфтью, воском и привозя оттуда шерстяные, шёлковые, бумажные и прочие товары, которые продавали по ярмаркам страны. В 1856 г. калужским купцом Н. Шемякиным с товарищами была основана Российско-Константинопольская коммерческая компания.
Вслед за указом об образовании Калужской губернии последовал специальный указ о гербах, по которому предписывалось «иметь свой герб каждому уездному центру».
Гербы Калужской Губернии были разработаны в Геральдической конторе под руководством князя Михаила Щербатова, русского историографа, сенатора, автора труда «История Российская от древнейших времен».

Должно по состоянию России сочинить Геролъдику, где бы не чужестранные, но российский герб в пример был поставлен, однако не отбиваясь от общих правил сей науки…— Михаил Щербатов
31 октября 1796 года указом Павла I Калужское наместничество было преобразовано в Калужскую губернию.

## XIX век

### Отечественная война 1812 года
Важную роль сыграла Калуга в Отечественной войне 1812 года, фактически став крупнейшей тыловой базой русских войск. Здесь формировалось вооружённое ополчение для действующей армии, заготавливались фураж, продовольствие, собирались денежные средства.
В октябре 1812 г., оставшись в сожжённой Москве без продовольствия, Наполеон принял решение отступать к Смоленску через Калугу, где надеялся захватить крупные склады продовольствия и фуража. Однако русская армия, сосредоточенная у с. Тарутина на р. Наре, загородила подступы к городу. Снабжение тарутинского лагеря взяли на себя калужские купцы во главе с городским головой И. В. Торубаевым. Двинувшись из Москвы по Старой Калужской дороге, французы в обход тарутинского лагеря свернули на Новую Калужскую дорогу, но были встречены русскими войсками у р. Лужи. В бою под Малоярославцем армии Кутузова удалось остановить продвижение французских войск и вынудить их отступать по разорённой Смоленской дороге. Это ускорило гибель наполеоновской армии, отступление которой вскоре превратилось в беспорядочное бегство. Тысячи французских солдат были истреблены калужскими крестьянами. Город Калуга удостоился личной благодарности генерал-фельдмаршала М. И. Кутузова.
С 1823 года по 8 января 1831 года Калужская губерния с административным центром в городе Калуге находилась в составе Белорусского генерал-губернаторства.
В XIX веке. в городе начался экономический упадок. Упадок был вызван, главным образом, двумя причинами: обмелением Оки и развитием железнодорожного транспорта. К концу века Ока в верхнем течении перестала быть судоходной и торговля по ней практически прекратилась. В то же время строительство железных дорог привело к появлению новых торговых центров, с которыми Калуга уже не могла соперничать. Торговые обороты калужских купцов стали падать, а городская казна пустеть. Если в начале века на Калужской пристани ежегодно загружалось и разгружалось по 500 судов, то к концу века их число снизилось в десять раз. В 1874 г. через Калугу прошёл участок Сызрано-Вяземской железной дороги, соединившей город с Вязьмой и Тулой. Однако это событие не вдохнуло жизни в экономику города. Из губернии вывозились дешёвые товары, в основном хлеб и дрова, пассажирские вагоны ходили полупустые, и дорога была убыточной. Не помогло делу и строительство в 1899 г. Московско-Брянской железной дороги, прошедшей в 17 верстах от города.
К середине XIX века Калуга превратилась в тихий провинциальный город, который использовался как место ссылки для высокопоставленных пленников. Здесь, в частности, отбывали ссылку последний крымский хан Шагин-Гирей, казахский хан Младшего жуза Арынгазы Абулгазиев, дочь грузинского царя Текла Ираклиевна с сыновьями Вахтангом и Дмитрием Орбелиани, сосланными за участие в дворянском заговоре 1832 года, и третий имам Чечни и Дагестана Шамиль, сдавшийся русским властям после поражения в Кавказской войне.
Шамиль прибыл в Калугу 10 октября 1859 года и поселился в трёхэтажном доме купца Сухотина, построенном архитектором И. Д. Ясныгиным для купца И. Г. Билибина; ему было назначено казённое содержание размером в 15 тыс. рублей в год. Имам был тронут великодушным отношением русских властей и признавался, что не ожидал таких милостей от вчерашних врагов. Условия жизни в Калуге привели его в восторг: «Я думаю, только в раю будет так хорошо, как здесь», — говорил он. 26 августа 1866 г. в зале Калужского губернского дворянского собрания Шамиль вместе с двумя сыновьями присягнул на верность российскому императору. В 1868 г. бывший имам переехал в Киев, а оттуда отправился в паломничество в Мекку, где и умер 4 февраля 1871 г.
Из других известных людей XIX в. в Калуге проживали декабристы Г. С. Батеньков, П. Н. Свистунов, Е. П. Оболенский, петрашевец Н. С. Кашкин, народник Н. С. Серно-Соловьевич, этнограф и путешественник Г. Н. Потанин; здесь отбывали ссылку народник Н. В. Шелгунов, марксисты А. В. Луначарский, В. А. Базаров и И. И. Скворцов-Степанов. В середине века в город несколько раз приезжал Н. В. Гоголь, состоявший в переписке с местной губернаторшей А. О. Смирновой-Россет; в 1849 г. он проживал в Загородном саду, где работал над вторым томом «Мёртвых душ». Гоголь любил прогуливаться по окрестностям Калуги и говорил, что из-за Оки, из Ромоданова, город напоминает ему Константинополь. В разное время в городе работали философ-славянофил И. С. Аксаков, писатель Г. И. Успенский и публицист А. В. Пешехонов. В Калужской гимназии обучались будущий министр внутренних дел В. К. Плеве и философы К. Н. Леонтьев, С. Н. и Е. Н. Трубецкие.

## XX век

### Первая мировая война
Известие об объявлении войны Сербии пришло в Генеральный штаб Русской Императорской армии 13 (26) июля 1914.
В ту же ночь было введено «Положение о подготовительном периоде», по которому было немедленным и обязательным принятие всеми ведомствами необходимых мер для «подготовки и обеспечения мобилизации армии и флота, крепостей и сосредоточения армии к границам вероятных противников».
16 (29) июля 1914 в городе прошла манифестация в поддержку Сербии, а на следующий день калужская городская управа уже занималась работой по вызову, регистрации и размещению запасных нижних чинов в помещениях учебных заведений города.
Начало Первой мировой ознаменовалось стихийными патриотическими шествиями и митингами, показавшими по накалу эмоций, что народ воспринимает войну как «великое судьбоносное событие». Жизнь города и губернии в те дни была наполнена патриотическим содержанием и всеобщим подъёмом. Днём начала всеобщей мобилизации в Российской империи стало 18 (31) июля 1914 года. Мероприятия в Калуге были проведены организованно, в надлежащие сроки и в полном объёме. Полицмейстер Калуги сообщал губернатору: «наряд по призыву… выполнен полностью…». Провожали запасных с флагами, гимнами и молитвами, также проводилась мобилизация перевозочных средств. К примеру: 29 июля 1914 года от 16 калужан были приняты повозки, упряжь и брезент, которые были немедленно переданы 17 этапному батальону.
Мобилизационные мероприятия в Калуге, как и по всей стране, проводились организованно, чему способствовал общий подъём патриотических настроений, вызванный вступлением России в вооружённое противоборство с Германией, объявившей ей войну.
2 августа 1914 года в городе и губернии вступает в силу «Обязательное постановление», по которому «все германские и австро-венгерские подданные мужского пола, в возрасте от 18 до 45 лет» объявлялись военнопленными, им предписывалось встать на учёт. За уклонение или неисполнение этого распоряжения грозили крупный штраф или тюремное заключение.
В Калуге, в 189-м запа́сном пехотном батальоне в 1915 году начал свой военный путь Г. К. Жуков. В мемуарах он писал:

… Призывался я в своем уездном городе Малоярославце Калужской губернии 7 августа 1915 года. Первая мировая война уже была в полном разгаре. … Вечером нас погрузили в товарные вагоны и повезли к месту назначения — в город Калугу. … В Калугу прибыли ночью. Разгрузили нас где-то в тупике на товарной платформе. Раздалась команда: «Становись!», «Равняйсь!». И мы зашагали в противоположном направлении от города. … Нам выдали учебные пехотные винтовки. Отделенный командир ефрейтор Шахворостов объявил внутренний распорядок и наши обязанности. Он строго предупредил, что, кроме как «по нужде», никто из нас не может никуда отлучаться, если не хочет попасть в дисциплинарный батальон…— Г. К. Жуков. Воспоминания и размышления
Начало военных действий на Восточном фронте вызвало массовое беженство. Жители города, оказавшись внутри беженского потока, были вынуждены организовывать помощь следовавшим через их территорию и принять на жительство десятки тысяч беженцев из западных губерний.
Значительные санитарные потери на фронтах требовали эвакуации раненых и больных в тыловые районы. 20 августа (2 сентября) 1914 г. в Калугу было доставлено по железной дороге 2 500 раненых и больных солдат и офицеров. Город располагал фондом лишь на 150 коек (в Калужской губернии, всего: 1640). Размещать первую партию пришлось в различных местах, включая частные дома. Однако в короткие сроки городской управе и военному управлению удалось развернуть в городе 4 госпиталя, доведя общее количество коек до 1900.
Уже к концу 1914 года город становится крупным военно-госпитальным центром воюющей империи, эвакуационным пунктом «Москва 1-й» (направление санитарной эвакуации Москва-Калуга).
Всего же в Калуге было организовано 38 госпиталей и лазаретов, почти на 4 000 мест. Калужское гарнизонное начальство взяло под постоянный контроль содержание раненых и больных воинов.
Первая мировая война стала тяжёлым испытанием для Калуги и её жителей, внеся изменения во все сферы жизни. Невиданная по масштабам война опровергла прогнозы политиков и военных о её краткосрочности и потребовала мобилизации всех внутренних сил города, края и страны. Калуга, как и вся российская провинция, обеспечивала армию необходимыми людскими, продовольственными, материально-техническими ресурсами в условиях нарастающего и порождённого войной экономического кризиса.

### Революции 1917 года. Советская власть
Неизбежный исторический процесс, завершившийся февральской революцией, привел к крушению русской государственности. Но, если философы, историки, социологи, изучая течение русской жизни, могли предвидеть грядущие потрясения, никто не ожидал, что народная стихия с такой легкостью и быстротой сметет все те устои, на которых покоилась жизнь: верховную власть и правящие классы — без всякой борьбы ушедшие в сторону; интеллигенцию — одаренную, но слабую, беспочвенную, безвольную, вначале среди беспощадной борьбы сопротивлявшуюся одними словами, потом покорно подставившую шею под нож победителей; наконец — сильную, с огромным историческим прошлым, десятимиллионную армию, развалившуюся в течение 3—4 месяцев.— Деникин А. И. «Очерки русской смуты»
1 (14) марта 1917 года в городе получают известие об отречении Николая II от престола, и уже на следующий день совещание гласных городской думы избирает Общественный исполнительный комитет, который отправляет приветственную телеграмму Временному правительству.
3 (16) марта 1917 проходят аресты некоторых военных, жандармских и полицейских чинов, а губернатор Ченыкаев является в городскую думу и официально слагает с себя все полномочия. Временным комитетом Калуги освобождаются по амнистии 6 политических и 30 административно арестованных. Временным Губернским управляющим избирается глава Казённой палаты Мейнгард.
18 (31) марта 1917 Губернским комиссаром Временного правительства назначается кадет Д. Н. Челищев.
На фоне неутешительных вестей с фронта, весна и лето 1917 года отмечены в Калуге «небывалой активностью» социал-демократических сил. В апреле объединяются большевики и меньшевики, ранее произошло объединение советов рабочих и солдатских депутатов города. Проходят съезды делегатов Сызрано-Вяземской железной дороги, кооперативный, епархиальный, крестьянский (учреждён Совет крестьянских депутатов), съезд лесопромышленников, собрание членов партии эсеров.
Латыши, поляки, евреи, объединившиеся на интернациональной почве, открывают социалистический клуб «Разсвет»
После образования городской ячейки РСДРП(б) в мае 1917 года, большевики проводят активную работу среди военных и жителей города. Организуются стихийные митинги, распространяется литература с революционными призывами. Агитация достигла своей цели. По словам лидера калужских большевиков Петра Витолина: «… уже к концу июня гарнизон полностью поддерживал большевиков».
Летом и осенью 1917 года в городе проходят многочисленные митинги с преобладанием большевистских лозунгов: «Буржуазию — в окопы!», «Вся власть Советам!», «Долой Временное правительство!». В августе Губернским комиссаром избирается меньшевик М. К. Циборовский.
Однако влияние большевиков среди солдат гарнизона позволило развернуть агитацию за переизбрание «эсеро-меньшевистского Совета рабочих и солдатских депутатов». Позднее, в середине сентября, в Исполнительный комитет Совета были избраны 15 большевиков. В президиум вошли: Д. Ф. Абросимов, П. Я. Витолин, И. В. Юзефов, Л. А. Комаров, Н. А. Кремис. Совет становится реальной властью в губернии.
1 (14) сентября 1917 Россия провозглашается республикой во главе с Александром Керенским.
17 (30) сентября 1917 в город прибывают части, верные Временному правительству: две роты кубанских казаков, «Дивизион смерти», 17-й драгунский Нижегородский полк, усиленные тремя броневиками. Общее командование возглавил полковник Брандт. На следующий день объявляется о переводе Калуги на военное положение. В тот же день было издано распоряжение о роспуске Совета солдатских депутатов.
К вечеру 19 сентября (2 октября) 1917 здание совета было оцеплено казаками, большевикам был предъявлен ультиматум, после чего, не дождавшись ответа, начался обстрел здания. Совет был распущен, а его активные члены: Абросимов, Витолин и др. были арестованы. После разгона Совета, как пишет в своих воспоминаниях большевик Борисов, «хозяевами положения в Калуге снова становятся меньшевики и эсеры».
После провозглашения Советской власти и ареста членов Временного правительства в Петрограде, 26 октября (8 ноября) 1917 в городе, из офицеров, юнкеров, учащихся средних учебных заведений, служащих управления железной дороги «для защиты дела Февральской революции» образован орган губернской власти «по спасению Родины и революции», который был через некоторое время разогнан большевиками при помощи вооруженных отрядов из Минска, Москвы и Петровского завода, которые начали прибывать в город 28 ноября (11 декабря) 1917 года по решению Московского областного бюро РСДРП(б). Противники новой власти Советов были разоружены, арестованы или разбежались.
28 ноября (11 декабря) 1917 года в Калуге вооружённым путём установлена власть Советов рабочих, солдатских и крестьянских депутатов.
10 (23) декабря 1917 разгоняется Городская дума и подавляется демонстрация в её защиту. Убито и ранено около 20 человек.
В феврале 1918 года в городе была провозглашена Калужская советская республика, которая просуществовала до конца июля 1918 года. Боевые действия между политическими противниками, Гражданская война в России и иностранная интервенция в 1917−1923 годах также негативно отразились на развитии города Калуги, как и на развитии всего молодого советского государства.
После окончания Гражданской войны Советская власть взяла курс на развитие промышленных городов, благодаря которому в истории Калуги начался новый этап. Возрождались фабрики и заводы. Активно развивалось машиностроение. Большинство предприятий города работало на оборонную промышленность. Калуга вновь стала крупным промышленным центром. К середине XX века население города выросло до 100 000 человек.

### Великая Отечественная война
В июне 1941 года Калуга город областного подчинения, центр Калужского района, в составе вновь образованной в 1937 году Тульской области.
С первых дней Великой Отечественной войны в городе развернулась мобилизация. Заводы и фабрики налаживали выпуск военной продукции, в колхозах вели борьбу за урожай. Население собирало для нужд армии деньги и вещи. На предприятиях и в колхозах организовывалось стахановское движение, проводились социалистические соревнования.
Для борьбы с вражескими диверсантами и парашютистами в Калуге и районах было сформировано 44 истребительных отряда. Свыше 90 000 калужан в августе-сентябре 1941 года строили оборонительные сооружения под Смоленском, Брянском, Орлом, Тулой и на ближних подступах к Москве. Осенью 1941 года, когда линия фронта приблизилась к городу, развернулась работа по эвакуации мирного населения.
Калужское направление обороняли части 49-й армии. После упорных боёв на подступах к Калуге части 5-й гвардейской стрелковой дивизии были вынуждены отступить.
При захвате города немцы столкнулись с упорным сопротивлением. При обороне города отличились бойцы истребительного батальона под командованием начальника отдела Калужского УНКВД Хонина Н. А., красноармейцы и командиры: 3-го артдивизиона 508-го гаубичного артполка под командованием капитана Агуреева, 188-го отдельного сапёрного батальона, 586, 630, 765-го стрелковых полков. На подступах к Калуге мужественно дрались бойцы Бронепоезда № 16.
12 октября к 22:00 Калуга оказалась в руках неприятеля.
14 октября 1941 года на площади Ленина оккупантами был собран митинг, на котором было «избрано» руководство «временных руководящих органов местного самоуправления». Городским головой Калуги был назначен Н. С. Шербачёв, начальником вспомогательной полиции бывший артист Калужского драматического театра С. Б. Леульт, начальником Земской Управы В. Ф. Агафонов. Заместителем начальника Управления вспомогательной полиции стал бывший начальник охраны КЭМЗ С. А. Васильев.
При отступлении Красной Армии объекты городской инфраструктуры не были взорваны. Оккупантам удалось запустить электростанцию уже через сутки после захвата города.
Городская типография также использовалось захватчиками: с 28 ноября по 20 декабря 1941 года издавалась еженедельная оккупационная газета «Новый Путь», под девизом «Против большевизма! За свободу и хлеб!».
Главным редактором газеты оккупантами был назначен Е. Е. Бунескул (сын Е. Г. Бунескула, в 1914 году — офицера 10-го Новоингерманландского полка, Георгиевского кавалера, знакомого К. Э. Циолковского). За период оккупации вышло в свет четыре номера этой газеты.
Оккупация города Калуги войсками нацистской Германии длилась с 12 октября по 30 декабря 1941 года.
На оккупированных территориях немцы установили «новый порядок», жертвами которого стало более 20 000 мирных жителей Калужского края. В городе нацисты организовали еврейское гетто, которое разместили на месте бывшего монастыря в Кооперативном посёлке. Для советских военнопленных и гражданского населения военная администрация войск нацистской Германии устроила сборно-пересыльный пункт 127-й дулаг, где погибло большое число бойцов и командиров Красной Армии.
Несмотря на жестокость оккупационного режима, повсеместно саботировались распоряжения немецкого командования, создавались подполья и партизанские отряды, жители скрывали больных и раненых бойцов Красной армии.
5 декабря 1941 года началось большое контрнаступление под Москвой. В ходе Калужской наступательной операции, в ночь на 28 декабря 1941 года начался штурм города, в результате которого Калуга была полностью освобождена к полудню 30 декабря 1941 года.

Решительным маневрированием подвижными группами командование фронта сумело быстро и эффективно овладеть крупным опорным пунктом и узлом дорог — городом Калуга. Вместо оттеснения к Калуге оборонявшихся перед фронтом 49-й и 50-й армий войск противника на город был брошена подвижная группа, которая сразу же перевела сражение за город в фазу уличных боев. Наступление корпуса П. А. Белова на Одоево позволило вывести в обход Калуги основные силы армии И. В. Болдина. В результате наступления 50-й армии и 1-го гвардейского кавалерийского корпуса разрыв между 4-й армией и 2-й танковой армией был расширен, и на этом направлении в бой было введено крупное подвижное соединение. Советские войска не позволили задержать себя на рубеже крупной водной преграды — р. Оки.
— Исаев А. В. Краткий курс истории ВОВ. Наступление маршала Шапошникова.
Евреев города нацисты согнали в гетто и затем расстреляли. При отступлении нацисты разрушили 196 домов, оставив без крова более 850 семей, сожгли театр на Сенной площади (в настоящее время носит название сквер (площадь) Мира). Весной 1943 года в небе над Калугой впервые вступили в бой с самолётами противника французские летчики сформированной осенью 1942 г. эскадрильи «Нормандия». После войны город развивается как крупный промышленный, научный и культурный областной центр в составе РСФСР.

### В послевоенные годы
После окончания Великой Отечественной войны в город начинают возвращаться эвакуированные его жители и промышленные предприятия. В 1950—1960 годах ведётся активное жилищное строительство.
30 марта 1956 года на площади Старый торг, которая тогда называлась площадью Ленина, было открыто троллейбусное движение, протяженность первой линии до железнодорожного вокзала составила 11 километров. В первый день на маршрут вышли семь новых троллейбусов марки МТБ-82 .
В 1952 году на улице Кирова началось строительство нового здания Калужского драматического театра. Торжественное открытие состоялось 3 декабря 1958 года спектаклем «Кремлёвские куранты» по пьесе Николая Погодина. В труппу театра пришли Полина Ванеева, Борис Белов, Алексей Тюрин. Здание театра было возведено по проекту архитекторов И. В. Жолтовского, Г. В. Напреенко, А. П. Максимова.
В начале 1960-х годов проводится масштабная реконструкция в районе улиц Тульская, Московская, Ленина, — демонтируются старые железнодорожные пути и Брянский мост. Центр города очищают от ветхих полуразрушенных домов. Расширяются старые и прокладываются новые автодороги. Появляются новые микрорайоны города.
В 1967 году Калужская область была награждена орденом Ленина, а в 1971 году, в год 600-летия города, Калуга была награждена орденом Трудового Красного Знамени.

### Убийство в редакции газеты «Знамя»
В период Перестройки в Калуге был создан Народный фронт. Некоторое время в нём состоял ранее судимый Владимир Воронцов. 11 января 1991 года Воронцов совершил убийство главного редактора органа Калужского обкома КПСС газеты «Знамя» Ивана Фомина и председателя профокма треста «Строймеханизация» Анатолия Калужского (также был ранен фотокорреспондент «Знамени» Геннадий Головков).
Свои действия Воронцов мотивировал антикоммунистическими убеждениями. В 1992 году он был приговорён к смертной казни и через несколько лет расстрелян. Двойное убийство, совершённое в Калуге Владимиром Воронцовым, явилось первым актом индивидуального политического террора времён перестройки и последующих реформ.

## История развития административно-территориальных образований с центром в городе Калуге
- Калужское княжество — русское княжество, существовавшее в 1505 — 1518 годах, во главе с князем Симеоном (Семёном) Ивановичем. В 1505 году после смерти своего отца, великого князя московского Ивана III Васильевича, Семён получил в удельное владение города Калугу, Бежецкий Верх и Козельск. Калуга стала резиденцией князя Симеона Ивановича. После смерти князя калужского Калужское княжество было включено в состав Московского княжества.
- Калужская провинция — одна из провинций Российской империи, образованная в 1719 году в составе Московской губернии по указу Петра I «Об устройстве губерний и об определении в оныя правителей». В ноябре 1775 года деление губерний на провинции было отменено[100].
- Калужский уезд — административно-территориальная единица в составе Московской и Калужской губерний, существовавшая в 1708—1929 годах.
- Калужское наместничество — административно-территориальная единица Российской империи с 24 августа 1776 года до 1796 года. Наместничества были образованы указом Екатерины II в процессе проведения губернской реформы 1775 года. В результате реформы Павла I, провинции в Российской империи были упразднены.
- Калужская губерния — административно-территориальная единица Российской империи и РСФСР, существовавшая в 1796 — 1929 годах.
- Калужская советская республика — провозглашённая на территории Калужской губернии в 1918 году после событий Октябрьской революции 1917 года и существовавшая непродолжительное время (февраль-июль 1918 г.) «республика», возникновение которой было результатом противоречий между большевиками и эсерами в органах власти Калуги[101][102][103].
- Калужский округ — с 14 января 1929 года административно-территориальная единица Центрально-Промышленной области (3 июня 1929 года переименована в Московскую область), существовавшая в 1929—1930 годах. В период существования Калужского округа в его состав входил Калужский район, как один из девяти районов округа. 30 июля 1930 года Калужский округ, как и большинство остальных округов СССР, был упразднён. Районы упразднённого округа отошли в прямое подчинение Московской области. Большая часть районов, входивших в округ, в настоящее время входят в состав Калужской области.
- Калужский район — административно-территориальная единица в РСФСР, существовавшая в 1929—1965 годах: с 3 июня 1929 года в составе Центрально-Промышленной области, с 30 июля 1930 года в составе Московской области, с 26 сентября 1937 года в составе Тульской области. 8 сентября 1938 года город Калуга становится городом областного подчинения Тульской области, выделен в самостоятельную административно-хозяйственную единицу, оставаясь центром Калужского района. С 5 июля 1944 года Калужский район в составе вновь образованной Калужской области.
- Калужская область — административно-территориальная единица РСФСР и Российской Федерации, образованная 5 июля 1944 года.
  - город областного значения Калуга — административно-территориальная единица в Калужской области, которой подчинены 73 сельских населённых пункта.
  - муниципальное образование «Город Калуга» — муниципальное образование со статусом городского округа в составе Калужской области. В состав городского округа входят город Калуга и 73 сельских населённых пункта.

### Медиафайлы
- Советская кинохроника. Освобождение Калуги, декабрь 1941 г. на YouTube
- Калужская наступательная операция на YouTube
- Первый калужский троллейбус. 30 марта 1956 г. на YouTube
- Калуга 1962. (Любительский кинофильм) на YouTube